# Pauw (sterrenbeeld)

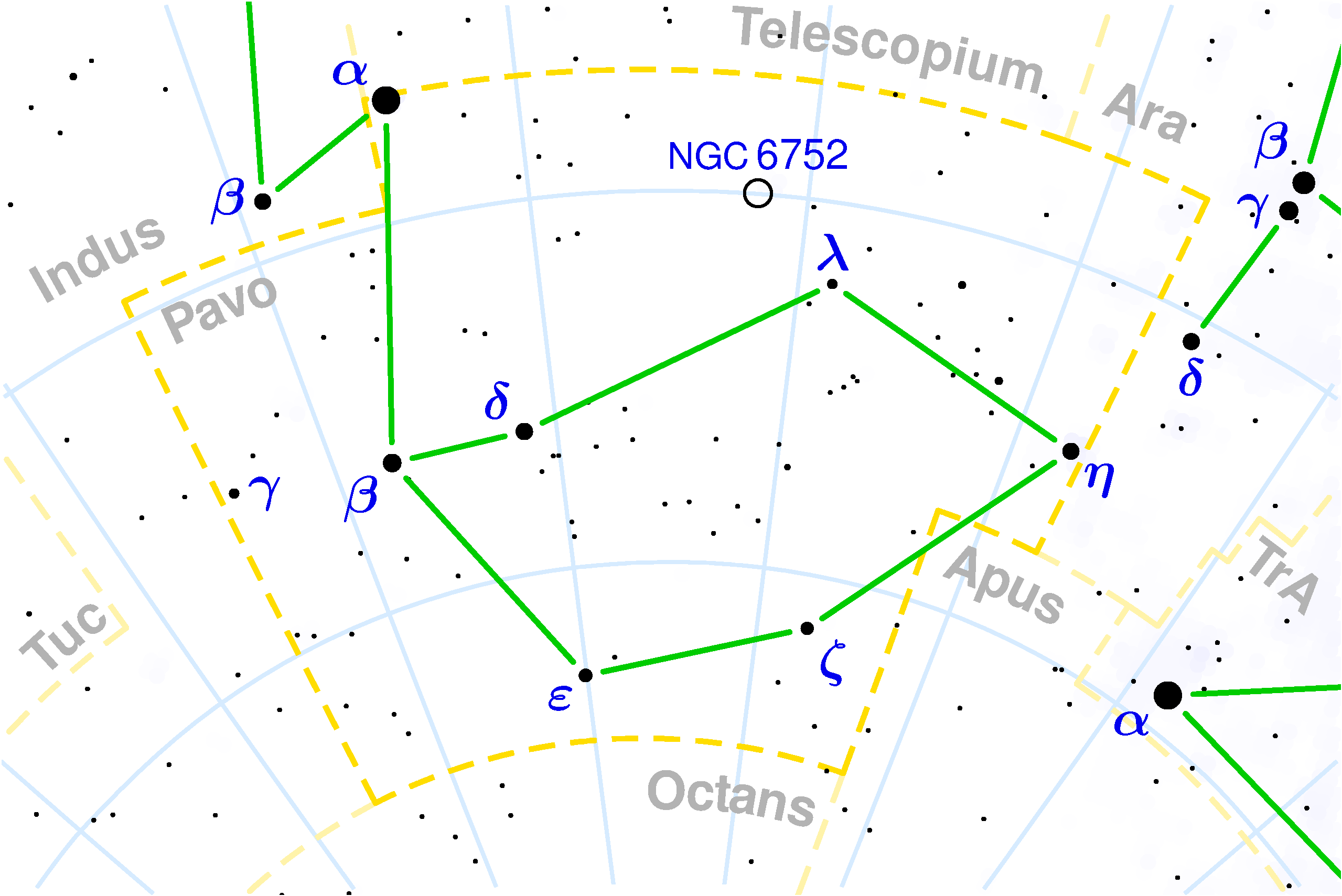
Kaart van het sterrenbeeld Pauw.

Pauw (Pavo, afkorting Pav) is een sterrenbeeld aan de zuiderhemel, liggende tussen rechte klimming 17u 37m en 21u 30m en tussen declinatie −57° en −75°. Het werd in het najaar van 1597 (of in het voorjaar van 1598) door Petrus Plancius geïntroduceerd op basis van waarnemingen van de zeevaarders Pieter Dircksz Keyser en Frederik de Houtman. Het is vanaf de breedte van de Benelux niet te zien.

## Sterren
(in volgorde van afnemende helderheid)
- Pauw (alpha Pavonis)

## Aangrenzende sterrenbeelden
(met de wijzers van de klok mee)
- Telescoop (Telescopium)
- Altaar (Ara)
- Paradijsvogel (Apus)
- Octant (Octans)
- Indiaan (Indus)